# Peromyscus melanurus
Peromyscus melanurus es una especie de roedor de la familia Cricetidae.

## Distribución geográfica
Es  endémica de México. 